# Wascheid

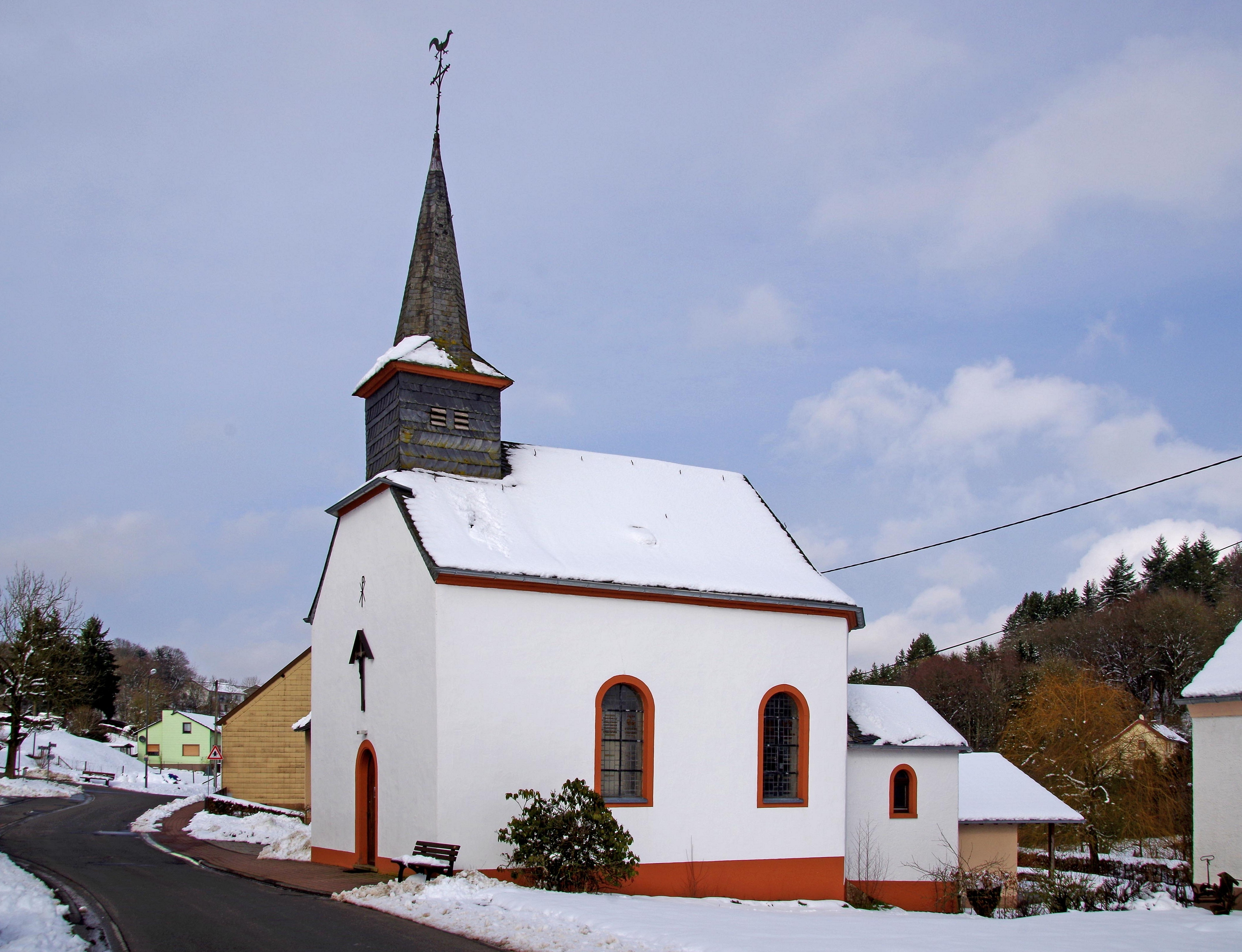
Wascheid, Namen-Jesu-Kapelle

Wascheid ist ein Ortsteil der Ortsgemeinde Gondenbrett im Eifelkreis Bitburg-Prüm in Rheinland-Pfalz.

## Geographische Lage
Wascheid liegt im Tal des Mehlenbachs, der am östlichen Rand der Ortslage vorbeifließt. Nördlich erstreckt sich ein großes Waldgebiet. Die K 180 führt aus Richtung Gondenbrett in den Ort und geht im Ortskern in eine Gemeindestraße über. Die K 187 verbindet die K 180 vom Ortseingang zur B 265. Südlich liegt der Nachbarort und zugleich Hauptort der Ortsgemeinde Gondenbrett. Außerdem liegt der Ort in der Schneifel.

## Geschichte
Erstmals urkundlich erwähnt wurde Wascheid im Jahr 1514 als Wasserscheid. Der Ort wurde sehr wahrscheinlich erst gegen Ende der letzten mittelalterlichen Rodungsphase gegründet.
Ursprünglich im Besitz der Abtei Prüm gehörte der Ort bis Ende des 18. Jahrhunderts zur Schultheißerei Gondenbrett im kurtrierischen Amt Prüm. Nach der Besetzung des Linken Rheinufers (1794) im ersten Revolutionskrieg gehörte die Gemeinde Wascheid von 1798 bis 1814 zum Kanton Prüm im Saardepartement.
Auf dem Wiener Kongress wurde die Region und damit auch Wascheid 1815 dem Königreich Preußen zugeordnet. Unter der preußischen Verwaltung gehörte Wascheid zur Bürgermeisterei Olzheim im 1816 errichteten Kreis Prüm im Regierungsbezirk Trier.
Am 1. Januar 1971 wurde die bis dahin eigenständige Gemeinde Wascheid mit seinerzeit 175 Einwohnern Ortsteil der neu gebildeten Gemeinde Gondenbrett.

## Kultur und Sehenswürdigkeiten
- Die römisch-katholische Namen-Jesu-Kapelle, kleiner Saalbau aus dem Jahre 1797[4]
- Sechs Wegekreuze auf dem Gemeindegebiet
- Wüstung Langenfeld, nördlich von Wascheid in einem Tal[5]